# Mrzli Vrh, Idrija
Mrzli Vrh je naselje v Občini Idrija.